# Valerij Gergijev
Valerij Abisalovič Gergijev (* 2. května 1953 Moskva) je ruský dirigent, který působí jako umělecký ředitel Mariinského divadla v Petrohradě, kde je také uměleckým ředitelem festivalu Bílé noci. Jeho rodina pocházela ze Severní Osetie-Alanie, jedné z republik dnešní Ruské federace.
Byl šéfdirigentem Londýnského symfonického orchestru (London Symphony Orchestra). V letech 1997–2008 byl hlavním hostujícím dirigentem Metropolitní opery v New Yorku. Od 17. září 2015 do roku 2022 byl šéfdirigentem Mnichovské filharmonie jako nástupce Lorina Maazela, který zemřel v červenci 2014.
Gergijev je znám svými dobrými vztahy s ruským prezidentem Vladimirem Putinem. Po ruské invazi na Ukrajinu v únoru 2022 byla zrušena jeho vystoupení na koncertech v newyorské Carnegie Hall, kde měl vést Vídeňskou filharmonii. V pátek 25. února dostal od primátora Mnichova Dietera Reitera ultimátum – buď do pondělí odsoudí „brutální útočnou válku, kterou Putin rozpoutal proti Ukrajině“, nebo bude z orchestru propuštěn. V úterý 1. března byl, jelikož na ultimátum nereagoval, propuštěn. Jeho kontrakt přitom měl vypršet až v roce 2025. Vystoupení Gergijeva zrušil i festival Dvořákova Praha. V červenci 2025 byl zrušen i jeho koncert v Itálii, načež ruské ministerstvo zahraničí předalo italské straně protest.

## Umělecká činnost
Od osmi let navštěvoval hudební školu ve Vladikavkazu v Severní Osetii-Alanii (nyní Hudební akademie Valerije Gergijeva). Na konzervatoř Rimského-Korsakova v tehdejším Leningradě nastoupil v 19 letech (rok 1972–76/77) do dirigentské třídy profesora Ilji Musina. Ještě během studií vyhrál ve věku 23 let soutěž Herberta von Karajana v Berlíně a v témže roce 1977 byl angažován jako asistent dirigenta Těmirkanova v tehdejším Kirovově divadle v Leningradě. V letech 1981 až 1985 působil jako šéfdirigent Arménského státního orchestru. V roce 1988 byl ve věku 35 let hudebníky zvolen uměleckým ředitelem opery Kirovova divadla, dnešního Mariinského divadla v Petrohradě. V roce 1996 jej ruská vláda jmenovala generálním a uměleckým ředitelem všech součástí tohoto divadla (orchestr, opera, balet). Kromě umělecké činnosti zde pomáhá získávat finanční prostředky pro různé projekty, např. pro nedávnou výstavbu Mariinské koncertní síně. Byl také jedním z iniciátorů mezitím již dokončené kompletní renovace Mariinského divadla, původně plánované do roku 2010.
Gergijevova sestra Larisa Gergijeva je uměleckou ředitelkou Mariinské akademie pro mladé zpěváky, založené roku 1998.

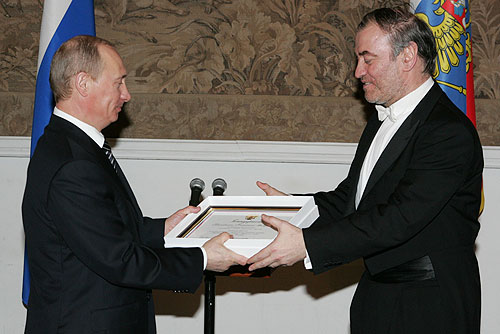
Valerij Gergijev a Vladimir Putin, 2008

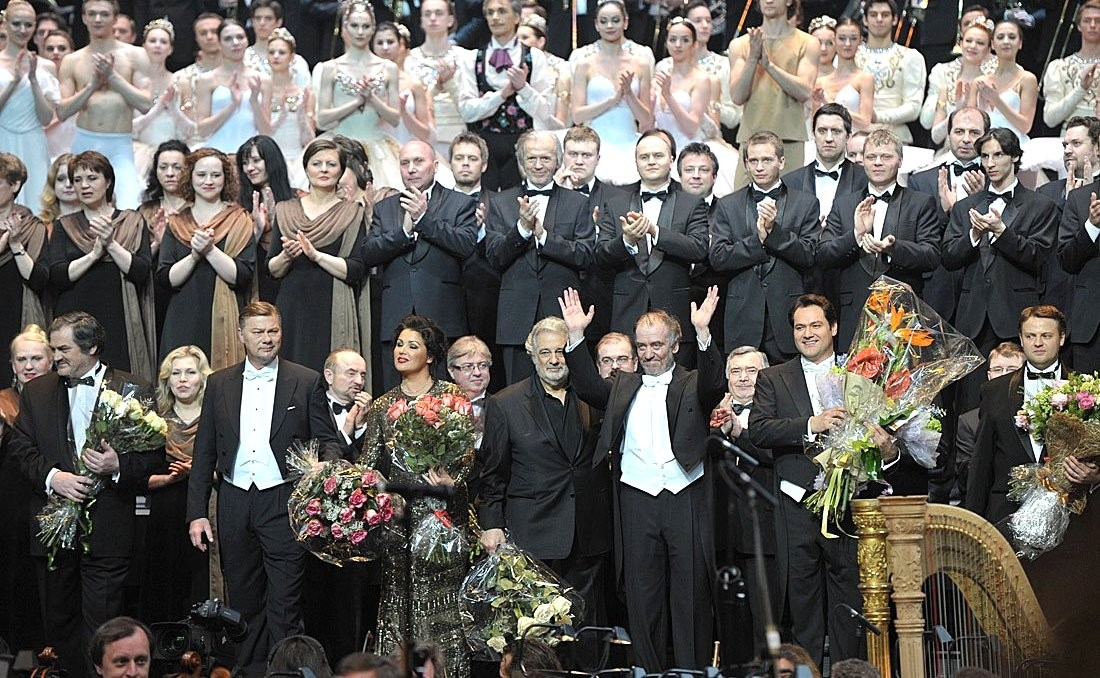
Koncert při otevření nové budovy Mariinského divadla v Petrohradě 2013. Uprostřed ruská sopranistka Anna Netrebko a tenorista Plácido Domingo.

V roce 1988 se stal hostujícím dirigentem Rotterdamského filharmonického orchestru (Rotterdams Philharmonisch Orkest), ve kterém v letech 1995 až 2008 působil jako hudební ředitel a později byl jejím čestným dirigentem. Ve spolupráci s tímto orchestrem založil v roce 1996 Gergiev Festival, který se od té doby v Rotterdamu každoročně konal. V březnu 2022 s ním umělecké těleso i pořadatel festivalu ukončilo veškerou spolupráci. Během jeho 10. ročníku v roce 2005 byl královnou Beatrix jmenován rytířem Řádu nizozemského lva. V roce 1993 se poprvé představil v Metropolitní opeře v New Yorku, a to uvedením opery Giuseppa Verdiho Othello. Zde byl po čtyřech letech působení, v roce 1997, jmenován hlavním hostujícím dirigentem. I Metropolitní opera s ním v roce 2022 ukončila spolupráci.
Od ledna roku 2007 do roku 2015 stál Gergijev jako hlavní dirigent v čele Londýnského symfonického orchestru. Spolupracuje s mnoha významnými světovými orchestry, jako jsou New York Philharmonic, Vídeňští filharmonikové, Berlínští filharmonikové, Boston Symphony Orchestra, Chicago Symphony Orchestra, Cleveland Orchestra, Los Angeles Symphony Orchestra, Royal Concertgebouw Orchestra v Amsterdamu a další.
Dne 17. září 2015 zahájil Valerij Gergijev oficiálně své působení v bavorském Mnichově jako nový šéfdirigent Mnichovské filharmonie. Pro svůj nástupní koncert zvolil slavnou Symfonii č. 2 c moll (zvanou též Vzkříšení) rakouského skladatele Gustava Mahlera. Spoluúčinkoval Filharmonický sbor Mnichov, sólistkami byly pěvkyně Anne Schwanewilms (soprán) a Olga Borodina (alt). Koncert, který sklidil bouřlivé ovace obecenstva, byl vysílán v přímém přenosu televizní stanicí 3sat. Po ruské invazi na Ukrajinu v únoru 2022 se od ní nedistancoval a 1. března 2022 o tento post přišel.

## Vystoupení v Česku
- 28., 29. září 2002 – s orchestrem Mariinského divadla, festival Pražský podzim
- 19., 20. září 2007 – s Rotterdamskou filharmonií, festival Pražský podzim
- 13. června 2014 – slavnostní koncert s Českou filharmonií
- 27., 28., 29. ledna 2016 – abonentní koncerty s Českou filharmonií

- 25. července 2016 – koncert s The National Youth Orchestra of the United States of America (NYO-USA) v rámci jejich evropského turné

- 23. března 2018 – s orchestrem Mariinského divadla v rámci evropského turné[8]
- Na 9. září 2022 byl plánovaný koncert s Mnichovskou filharmonií a violoncellistou Trulsem Mørkem na festivalu Dvořákova Praha. V únoru 2022 byl tento koncert zrušen.[4]

## Hlavní působiště
- Mariinské divadlo v Petrohradě, umělecký a generální ředitel
- Londýnský symfonický orchestr, hlavní dirigent
- World Orchestra for Peace, dirigent
- Vídeňští filharmonikové, hostující dirigent
- Metropolitní opera v New Yorku, hlavní hostující dirigent (1997–2008)
- Rotterdamská filharmonie, čestný dirigent
- Švédský rozhlasový symfonický orchestr ve Stockholmu, čestný dirigent
- Mnichovská filharmonie, šéfdirigent (od září 2015)

Umělecký ředitel festivalů:
- Bílé noci v Petrohradě
- Moskevský velikonoční festival
- Gergijevův festival v Rotterdamu
- Mezinárodní festival v Mikkeli (Finsko)
- Red Sea Festival v Izraeli
- New Horizons Festival pro soudobou hudbu